# Kecamatan Bolaang
Kecamatan Bolaang är ett distrikt i Indonesien.   Det ligger i provinsen Sulawesi Utara, i den nordöstra delen av landet, 2 100 km öster om huvudstaden Jakarta.